# Coppa Italia Primavera 1998-1999
La Coppa Italia Primavera 1998-1999 è stata la ventisettesima edizione del torneo riservato alle squadre giovanili iscritte al Campionato Primavera. Il detentore del trofeo era il Bari.
La vittoria finale è andata al Torino per la settima volta nella sua storia.

## Fase a gironi
Le sei giornate si svolsero il 10, 12, 19, 21, 24 e 26 settembre 1998.

### Girone A
|  | Pos. | Squadra  | Pt | G | V | N | P | GF | GS | DR |
|  | ---- | -------- | -- | - | - | - | - | -- | -- | -- |
|  | 1.   | Juventus | 10 | 4 | 3 | 1 | 0 | 8  | 3  | +5 |
|  | 2.   | Monza    | 4  | 4 | 1 | 1 | 2 | 4  | 6  | -2 |
|  | 3.   | Spezia   | 2  | 4 | 0 | 2 | 2 | 0  | 3  | -3 |

Legenda:

      Ammessa alla fase finale.
Note:

Tre punti a vittoria, uno a pareggio, zero a sconfitta.

### Girone B
|  | Pos. | Squadra      | Pt | G | V | N | P | GF | GS | DR |
|  | ---- | ------------ | -- | - | - | - | - | -- | -- | -- |
|  | 1.   | Atalanta     | 9  | 4 | 3 | 0 | 1 | 6  | 2  | +4 |
|  | 2.   | Parma        | 6  | 4 | 2 | 0 | 2 | 5  | 4  | +1 |
|  | 3.   | L.R. Vicenza | 3  | 4 | 1 | 0 | 3 | 3  | 8  | -5 |

Legenda:

      Ammessa alla fase finale.
Note:

Tre punti a vittoria, uno a pareggio, zero a sconfitta.

### Girone C
|  | Pos. | Squadra   | Pt | G | V | N | P | GF | GS | DR |
|  | ---- | --------- | -- | - | - | - | - | -- | -- | -- |
|  | 1.   | Lucchese  | 6  | 4 | 2 | 0 | 2 | 8  | 6  | +2 |
|  | 2.   | Reggiana  | 6  | 4 | 2 | 0 | 2 | 3  | 4  | -1 |
|  | 3.   | Sampdoria | 6  | 4 | 2 | 0 | 2 | 8  | 9  | -1 |

Legenda:

      Ammessa alla fase finale.
Note:

Tre punti a vittoria, uno a pareggio, zero a sconfitta.

### Girone D
|  | Pos. | Squadra  | Pt | G | V | N | P | GF | GS | DR |
|  | ---- | -------- | -- | - | - | - | - | -- | -- | -- |
|  | 1.   | Piacenza | 10 | 4 | 3 | 1 | 0 | 8  | 3  | +5 |
|  | 2.   | Inter    | 5  | 4 | 1 | 2 | 1 | 6  | 6  | 0  |
|  | 3.   | Genoa    | 1  | 4 | 0 | 1 | 3 | 4  | 9  | -5 |

Legenda:

      Ammessa alla fase finale.
Note:

Tre punti a vittoria, uno a pareggio, zero a sconfitta.

### Girone E
|  | Pos. | Squadra | Pt | G | V | N | P | GF | GS | DR |
|  | ---- | ------- | -- | - | - | - | - | -- | -- | -- |
|  | 1.   | Verona  | 7  | 4 | 2 | 1 | 1 | 5  | 6  | -1 |
|  | 2.   | Milan   | 6  | 4 | 2 | 0 | 2 | 8  | 5  | +3 |
|  | 3.   | Ravenna | 4  | 4 | 1 | 1 | 2 | 7  | 9  | -2 |

Legenda:

      Ammessa alla fase finale.
Note:

Tre punti a vittoria, uno a pareggio, zero a sconfitta.

### Girone F
|  | Pos. | Squadra | Pt | G | V | N | P | GF | GS | DR |
|  | ---- | ------- | -- | - | - | - | - | -- | -- | -- |
|  | 1.   | Torino  | 10 | 4 | 3 | 1 | 0 | 7  | 2  | +5 |
|  | 2.   | Brescia | 6  | 4 | 2 | 0 | 2 | 6  | 5  | +1 |
|  | 3.   | Como    | 1  | 4 | 0 | 1 | 3 | 1  | 7  | -6 |

Legenda:

      Ammessa alla fase finale.
Note:

Tre punti a vittoria, uno a pareggio, zero a sconfitta.

### Girone G
|  | Pos. | Squadra | Pt | G | V | N | P | GF | GS | DR |
|  | ---- | ------- | -- | - | - | - | - | -- | -- | -- |
|  | 1.   | Bologna | 10 | 4 | 3 | 1 | 0 | 9  | 4  | +5 |
|  | 2.   | Treviso | 5  | 4 | 1 | 2 | 1 | 7  | 6  | +1 |
|  | 3.   | Chievo  | 1  | 4 | 0 | 1 | 3 | 2  | 8  | -6 |

Legenda:

      Ammessa alla fase finale.
Note:

Tre punti a vittoria, uno a pareggio, zero a sconfitta.

### Girone H
|  | Pos. | Squadra   | Pt | G | V | N | P | GF | GS | DR |
|  | ---- | --------- | -- | - | - | - | - | -- | -- | -- |
|  | 1.   | Venezia   | 10 | 4 | 3 | 1 | 0 | 5  | 0  | +5 |
|  | 2.   | Udinese   | 4  | 1 | 1 | 2 | 2 | 4  | 4  | 0  |
|  | 3.   | Cremonese | 3  | 4 | 1 | 0 | 3 | 2  | 7  | -5 |

Legenda:

      Ammessa alla fase finale.
Note:

Tre punti a vittoria, uno a pareggio, zero a sconfitta.

### Girone I
|  | Pos. | Squadra    | Pt | G | V | N | P | GF | GS | DR |
|  | ---- | ---------- | -- | - | - | - | - | -- | -- | -- |
|  | 1.   | Fiorentina | 9  | 4 | 3 | 0 | 1 | 9  | 6  | +3 |
|  | 2.   | Padova     | 6  | 4 | 2 | 0 | 2 | 5  | 5  | 0  |
|  | 3.   | Cesena     | 3  | 4 | 1 | 0 | 3 | 5  | 8  | -3 |

Legenda:

      Ammessa alla fase finale.
Note:

Tre punti a vittoria, uno a pareggio, zero a sconfitta.

### Girone L
|  | Pos. | Squadra | Pt | G | V | N | P | GF | GS | DR |
|  | ---- | ------- | -- | - | - | - | - | -- | -- | -- |
|  | 1.   | Lazio   | 9  | 4 | 3 | 0 | 1 | 10 | 6  | +4 |
|  | 2.   | Ascoli  | 4  | 4 | 1 | 1 | 2 | 5  | 6  | -1 |
|  | 3.   | Pescara | 4  | 4 | 1 | 1 | 2 | 7  | 10 | -3 |

Legenda:

      Ammessa alla fase finale.
Note:

Tre punti a vittoria, uno a pareggio, zero a sconfitta.

### Girone M
|  | Pos. | Squadra   | Pt | G | V | N | P | GF | GS | DR |
|  | ---- | --------- | -- | - | - | - | - | -- | -- | -- |
|  | 1.   | Perugia   | 8  | 4 | 2 | 2 | 0 | 6  | 1  | +5 |
|  | 2.   | Empoli    | 8  | 4 | 2 | 2 | 0 | 5  | 2  | +3 |
|  | 3.   | Viterbese | 0  | 4 | 0 | 0 | 4 | 1  | 9  | -8 |

Legenda:

      Ammessa alla fase finale.
Note:

Tre punti a vittoria, uno a pareggio, zero a sconfitta.

### Girone N
|  | Pos. | Squadra  | Pt | G | V | N | P | GF | GS | DR |
|  | ---- | -------- | -- | - | - | - | - | -- | -- | -- |
|  | 1.   | Napoli   | 9  | 4 | 3 | 0 | 1 | 8  | 2  | +6 |
|  | 2.   | Cagliari | 9  | 4 | 3 | 0 | 1 | 7  | 6  | +1 |
|  | 3.   | Ternana  | 0  | 4 | 0 | 0 | 4 | 4  | 11 | -7 |

Legenda:

      Ammessa alla fase finale.
Note:

Tre punti a vittoria, uno a pareggio, zero a sconfitta.
Cagliari qualificata alla fase finale in quanto miglior seconda classificata.

### Girone O
|  | Pos. | Squadra        | Pt | G | V | N | P | GF | GS | DR |
|  | ---- | -------------- | -- | - | - | - | - | -- | -- | -- |
|  | 1.   | Roma           | 10 | 4 | 3 | 1 | 0 | 6  | 2  | +4 |
|  | 2.   | Salernitana    | 6  | 4 | 2 | 0 | 2 | 4  | 3  | +1 |
|  | 3.   | Fidelis Andria | 1  | 4 | 0 | 1 | 3 | 3  | 8  | -5 |

Legenda:

      Ammessa alla fase finale.
Note:

Tre punti a vittoria, uno a pareggio, zero a sconfitta.

### Girone P
|  | Pos. | Squadra | Pt | G | V | N | P | GF | GS | DR  |
|  | ---- | ------- | -- | - | - | - | - | -- | -- | --- |
|  | 1.   | Bari    | 12 | 4 | 4 | 0 | 0 | 13 | 2  | +11 |
|  | 2.   | Lecce   | 3  | 4 | 1 | 0 | 3 | 7  | 11 | -4  |
|  | 3.   | Foggia  | 3  | 4 | 1 | 0 | 3 | 2  | 9  | -7  |

Legenda:

      Ammessa alla fase finale.
Note:

Tre punti a vittoria, uno a pareggio, zero a sconfitta.

### Girone Q
|  | Pos. | Squadra | Pt | G | V | N | P | GF | GS | DR |
|  | ---- | ------- | -- | - | - | - | - | -- | -- | -- |
|  | 1.   | Reggina | 10 | 4 | 3 | 1 | 0 | 5  | 2  | +3 |
|  | 2.   | Marsala | 4  | 4 | 1 | 1 | 2 | 4  | 5  | -1 |
|  | 3.   | Cosenza | 3  | 4 | 1 | 0 | 3 | 4  | 6  | -2 |

Legenda:

      Ammessa alla fase finale.
Note:

Tre punti a vittoria, uno a pareggio, zero a sconfitta.

## Fase finale

### Ottavi di finale
Disputati il 21 ottobre e 11 novembre 1998
| Squadra 1 | Totale | Squadra 2  | Andata | Ritorno |
| --------- | ------ | ---------- | ------ | ------- |
| Venezia   | 1 - 4  | Verona     | 0 - 0  | 1 - 4   |
| Atalanta  | 1 - 2  | Torino     | 0 - 0  | 1 - 2   |
| Juventus  | 1 - 2  | Piacenza   | 1 - 0  | 0 - 2   |
| Lucchese  | 1 - 7  | Bologna    | 1 - 3  | 0 - 4   |
| Perugia   | 2 - 3  | Fiorentina | 2 - 1  | 0 - 2   |
| Lazio     | 1 - 3  | Cagliari   | 0 - 0  | 1 - 3   |
| Roma      | 1 - 2  | Napoli     | 0 - 1  | 1 - 1   |
| Reggina   | 4 - 6  | Bari       | 3 - 2  | 1 - 4   |

### Quarti di finale
Disputati il 2 dicembre e 16 dicembre 1998
| Squadra 1 | Totale | Squadra 2  | Andata | Ritorno |
| --------- | ------ | ---------- | ------ | ------- |
| Torino    | 1 - 0  | Verona     | 1 - 0  | 0 - 0   |
| Bologna   | 2 - 1  | Piacenza   | 1 - 0  | 1 - 1   |
| Cagliari  | 2 - 1  | Fiorentina | 2 - 0  | 0 - 1   |
| Napoli    | 4 - 0  | Bari       | 2 - 0  | 2 - 0   |

### Semifinali
Disputate il 3 gennaio e il 17 febbraio 1999
| Squadra 1 | Totale | Squadra 2 | Andata | Ritorno |
| --------- | ------ | --------- | ------ | ------- |
| Bologna   | 0 - 3  | Torino    | 0 - 3  | 0 - 0   |
| Napoli    | 3 - 0  | Cagliari  | 2 - 0  | 1 - 0   |

### Finale
Disputata il 10 marzo e il 7 aprile 1999
| Squadra 1 | Totale          | Squadra 2 | Andata | Ritorno             |
| --------- | --------------- | --------- | ------ | ------------------- |
| Napoli    | 2 - 2 (2-4 dcr) | Torino    | 1 - 1  | 1 - 1 dts (2-4 dcr) |